# Turbulence de sillage
 (juin 2015).
Si vous disposez d'ouvrages ou d'articles de référence ou si vous connaissez des sites web de qualité traitant du thème abordé ici, merci de compléter l'article en donnant les références utiles à sa vérifiabilité et en les liant à la section « Notes et références ».
Pour les articles homonymes, voir Sillage et Turbulence (homonymie).

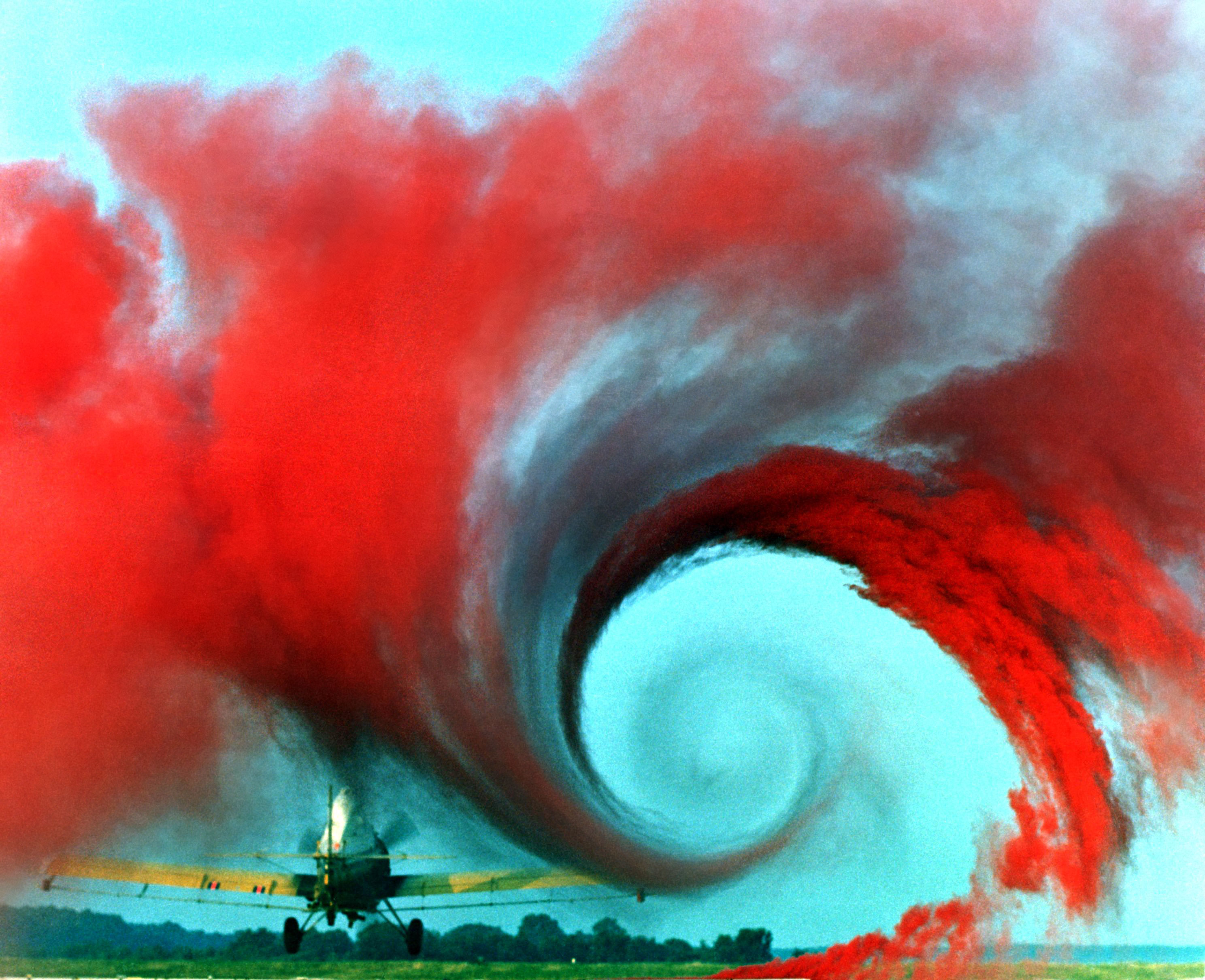
Image de la NASA des tourbillons créés aux extrémités d'une voilure montrant la taille et la puissance de la turbulence de sillage.

La turbulence de sillage est une turbulence aérodynamique qui se forme derrière un aéronef essentiellement lorsqu'il vole. Elle comprend les phénomènes de jetwash et de tourbillon marginal. Le jetwash est dû aux gaz expulsés par les réacteurs. Il est extrêmement violent, mais de courte durée. À l'inverse, le tourbillon marginal correspond à des turbulences aux extrémités des ailes et sur leur surface supérieure. Elles sont moins violentes, mais peuvent durer jusqu'à trois minutes après le passage d'un avion et sont une cause sournoise d'accidents aériens, essentiellement à proximité immédiate des aéroports.

## Effets
La turbulence de sillage augmente la traînée de l'avion et nuit donc aux performances. Elle est particulièrement dangereuse dans les phases de décollage et atterrissage pour trois raisons :
1. Dans ces phases, la vitesse de l'avion est réduite et son angle d'attaque élevé, ce qui favorise l'apparition de ces turbulences.
2. L'avion est à vitesse réduite, proche du décrochage et proche du sol. Il dispose donc de peu de marge de manœuvre en cas d'incident.
3. Les trajectoires d'avion sont plus denses à proximité des aérodromes.

## Turbulences sur les aérodromes
Au décollage et à l'atterrissage, les turbulences de sillage s'étendent vers l'arrière de l'appareil, mais aussi autour de la piste quand il y a peu de vent. Quand le vent souffle, il déporte ces turbulences sur un côté de la piste. Elles peuvent atteindre une piste voisine ou parallèle et être dangereuses.

### Avions à voilure fixe en vol horizontal
Les turbulences se déplacent d'environ 90 à 150 mètres par minute ; elles peuvent s'écarter de 300 mètres environ avant de se dissoudre. Pour cette raison, une distance de 600 mètres est considérée comme un bon écart de sécurité.
Il ne s'agit là que de la séparation verticale (appareils évoluant sur des plans différents).
La Direction générale de l'Aviation civile (note d'information technique - avril 2016 - "la turbulence de sillage") indique les règles de séparation horizontale, pour des appareils en approche ou en décollage, selon divers paramètres, notamment le type d'appareils ou encore l'équipement de contrôle aérien. 
Ces distances sont de l'ordre de 4 à 8 milles marins (1 mille marin = 1 852 m).
En temps, l'ordre de grandeur varie de 2 à 4 min.

### Hélicoptères
De par leur structure même, les hélicoptères génèrent des turbulences plus fortes qu'un avion de même poids, particulièrement à vitesse réduite. À masse égale, les hélicoptères bipales – le plus souvent sur des hélicoptères légers – occasionnent des turbulences plus fortes que les hélicoptères multipales[réf. nécessaire].

### Rencontres inopinées
L'Organisation de l'aviation civile internationale a défini des normes de distances à respecter basées sur le poids maximum au décollage des appareils.
- Avion léger : moins de 7 tonnes (ex. : Cessna 187)
- Avion moyen : de 7 à 136 t (ex. : Airbus A320)
- Avion lourd : plus de 136 t (ex. : Boeing 747)
- Avion super (Airbus A380)

Il y a des règles pour le décollage, l'atterrissage et le vol. Les contrôleurs aériens positionnent les avions en respectant ces règles. En cas de vol à vue, on rappelle au pilote qu'il doit respecter ces distances. Voici quelques exemples :
DécollageUn avion léger suivant un avion lourd doit s'espacer de 2 NM (milles nautiques) et de 3 NM s'il ne suit pas la même trajectoire que ce dernier (risque de turbulences à l'intersection des trajectoires).
Atterrissage
| Avion en tête | Avion suiveur | Distance à respecter (milles) |
| ------------- | ------------- | ----------------------------- |
| Lourd         | Léger         | 6 NM                          |
| Lourd         | Moyen         | 5 NM                          |
| Lourd         | Lourd         | 4 NM                          |
| Moyen         | Léger         | 5 NM                          |
| Moyen         | Moyen         | 3 NM                          |
| Moyen         | Lourd         | 3 NM                          |
| Léger         | Léger         | 3 NM                          |
| Léger         | Moyen         | 3 NM                          |
| Léger         | Lourd         | 3 NM                          |

Les données récoltées après les accidents montrent que la configuration la plus dangereuse est celle d'un avion léger atterrissant en approche courte à la suite d'un avion lourd en approche longue.

## Signes annonciateurs
Tout mouvement de secousse (notamment les oscillations d'ailes) subi par un avion peut être dû à une turbulence de sillage. C'est pourquoi il est difficile de les détecter. Un pilote qui soupçonne une turbulence de sillage doit changer de trajectoire, reporter ou renoncer à l'atterrissage, ou si c'est impossible s'attendre à ce que cela empire. Il est arrivé qu'un pilote se détourne d'une turbulence de sillage pour tomber sur une autre beaucoup plus forte et parfois fatale.

## Accidents causés par des turbulences de sillage

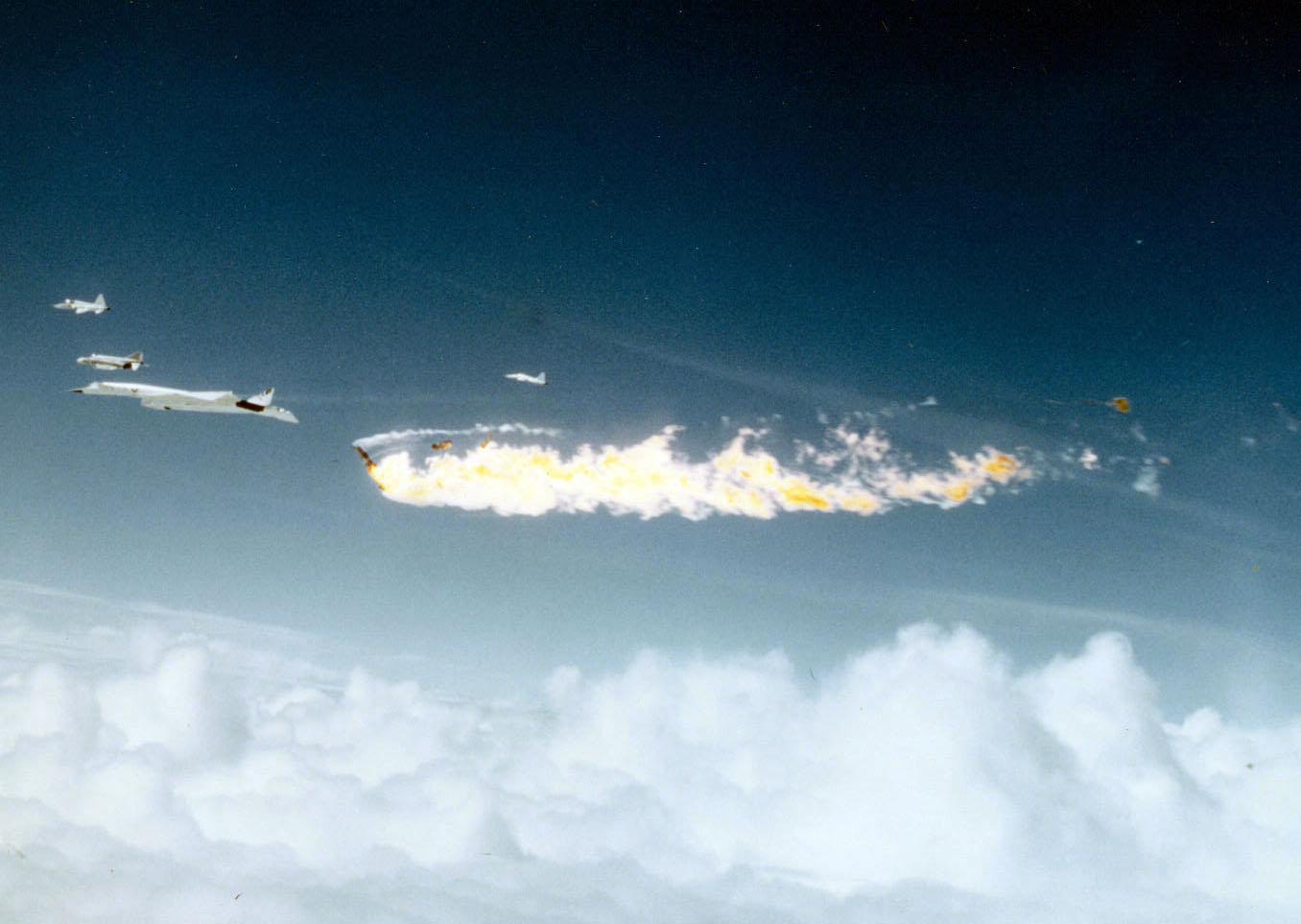
L'accident fatal du XB-70 et d'un F-104.

- 8 juin 1966 : le prototype du bombardier North American XB-70 Valkyrie entre en collision avec un F-104 Starfighter qui avait été pris dans la turbulence de sillage du gros appareil. Cela a occasionné l'arrêt du programme du bombardier.

- 30 mai 1972 : le vol Delta Airlines 9570 en approche finale derrière un DC-10 s'écrase sur l'aéroport Greater Southwest International de Fort Worth, Texas. C'est cet accident qui a occasionné l'élaboration par la FAA de nouvelles règles de distances pour les gros avions.
- 15 décembre 1993 : un avion léger avec 5 personnes à bord en approche finale derrière un Boeing 757 s'écrase sur l'aéroport John Wayne à Los Angeles.
- 20 septembre 1999 : un JAS 39 Gripen passe dans la turbulence de sillage d'un autre appareil lors de manœuvres militaires et s'écrase. Le pilote réussit à s'éjecter.
- 12 novembre 2001 : l'Airbus A300 du vol American Airlines 587 s'écrase peu de temps après avoir décollé de l'aéroport John F. Kennedy à New-York. Il était passé dans la turbulence de sillage d'un Boeing 747 de la Japan Airlines, qui avait entrainé la perte de la gouverne de direction à la suite d'une surréaction du copilote.
- 4 novembre 2008 : Un Learjet 45 du gouvernement mexicain en approche en virage s'écrase à l'aéroport international de Mexico. L'avion suivait un Boeing 767 de la Mexican Airlines de trop près.
- 7 janvier 2017 : Un Canadair Challenger 604 croise la route d'un Airbus A380 avec l'étagement de 1 000 pieds règlementaire, à une altitude de croisière de 34 000 pieds. Deux minutes plus tard, le Challenger subit une descente incontrôlée de 10 000 pieds accompagnée de plusieurs tonneaux. Les forts facteurs de charge entrainent un dysfonctionnement des pompes à carburant éteignant ainsi les deux moteurs, engendrant de nombreux dégâts dans la cellule et blessant gravement 2 des 9 passagers. Le Challenger 604 a pu se dérouter après avoir redémarré de force ses deux moteurs, et atterrir sans aucune victime. L'avion a été déclaré "written-off" (non réparable)[3].

## Au cinéma
Dans le film Top Gun (1986), le héros joué par Tom Cruise subit deux fois une extinction de réacteur après être passé dans le jetwash d'un autre avion. La première fois, il perd son copilote qui se tue. La deuxième fois, ils arrivent à rallumer les réacteurs.